# Улан-Сарта
Улан-Сарта — село в Могойтуйском районе Агинского Бурятского округа Забайкальского края России. Входит в состав сельского поселения «Цаган-Ола».

## География
Село находится в восточной части района, на правом берегу реки Аги, на расстоянии примерно 30 километров (по прямой) к востоку-северо-востоку (ENE) от посёлка городского типа Могойтуй. Абсолютная высота — 581 метр над уровнем моря.
Климат
Климат характеризуется как резко континентальный с умеренно жарким летом и продолжительной морозной малоснежной зимой. Средняя температура воздуха самого холодного месяца (января) составляет −22 — −26 °C; самого тёплого месяца (июля) — 18-20 °C. Также наблюдаются большие перепады сезонных и суточных температур, недостаточная увлажненность, большая сухость воздуха и значительное число солнечных дней в году. Вегетационный период 150 дней и более
Часовой пояс
Село Улан-Сарта находится в часовой зоне МСК+6. Смещение применяемого времени относительно UTC составляет +9:00.

## История
Основано в 1929 году.

## Население
| 2002 | 2010 | 2021 |
| ---- | ---- | ---- |
| 35   | ↗48  | ↘41  |

Половой состав
По данным Всероссийской переписи населения 2010 года в половой структуре населения мужчины составляли 41,7 %, женщины — соответственно 58,3 %.
Национальный состав
Согласно результатам переписи 2002 года, в национальной структуре населения буряты составляли 72 %.

## Улицы
Уличная сеть села состоит из двух улиц.